# ジャマラ
ジャマラ（クリミア・タタール語: Джамала / Camala、ウクライナ語: Джама́ла  / Jamala）、本名:スサーナ・アリーミウナ・ジャマラディーノヴァ（クリミア・タタール語: Сусана Алим къызы Джамаладинова / Susana Alim qızı Camaladinova、ウクライナ語: Суса́на Алі́мівна Джамалади́нова / Susana Alimivna Jamaladynova、1983年8月27日 - ）は、ウクライナの歌手、ソングライターである。ジャズやソウル、R&B、ワールドミュージックにクラシックやゴスペルの要素を交えた作風で、自ら作曲する。
2009年に、ラトビア・ユールマラで開催される若手歌手向けの音楽祭ニュー・ウェイヴに出場し、優勝を果たした。2016年にはユーロビジョン・ソング・コンテスト2016にウクライナ代表として出場し「1944」を披露、優勝を果たした。

## 来歴

### 出自
1983年、ソビエト社会主義共和国連邦・キルギス・ソビエト社会主義共和国のオシに生まれる。父親はクリミア・タタール人、母親はアルメニア人であり、本人と父親はムスリム、母親はキリスト教徒である。ヨシフ・スターリンによるクリミア・タタール人追放によりクリミア半島からキルギスに強制移住させられたクリミア・タタール人の血を引いており、強制移住の際には彼女の曾祖母の娘が貨物列車の中で死亡し、貨車から「ゴミのように」投げ捨てられたという。ウクライナの独立後、一家でウクライナ領となったクリミア半島に帰還した。
幼少期から音楽に関心が高く、9歳の頃に子どもの歌やクリミア・タタール人の民謡など12曲の収録を経験している。アルーシュタの音楽学校でピアノを習得して卒業し、シンフェロポリの音楽大学に進学、更にキエフ音楽院でオペラを専攻して卒業する。成績は優秀であり、ミラノ・スカラ座でソロイストとして活動を始めるが、ジャズやソウルミュージック、東洋の音楽への関心を失うことはなかった。キエフ（キイウ）での学生生活を送る間、クリミア・タタール人に関する文化的イベントに積極的に参加し、またクリミア・タタール人の祭日「フドゥルレズ（Hıdırlez）」や「デルヴィザ（Derviza）」といったクリミア・タタール人の祭日には姉妹とともに歌った。

### 2005年 - 2011年: 初期キャリアとニュー・ウェイヴ2009
15歳の頃からウクライナ、ロシアをはじめヨーロッパ各地の音楽祭に積極的に参加した。2001年、バンド「Beauty Band」のヴォーカリストとなる。2006年には若手のジャズ・フェスティバル「Dо#Dj」に出場して特別賞を受賞、振付師のエレーナ・コリャデンコ（Елена Коляденко）の関心を引き、ミュージカルやバレエの舞台にも立った。
2009年に、ラトビア・ユールマラで開催される若手歌手向けの音楽祭ニュー・ウェイヴに出場した。大会では優勝を果たし、大会の総監督をして「規格外」と言わしめた。

### 2011年 - 2014年: ユーロビジョンへの挑戦
ユールマラでの成功を機に活動の幅は一気に広がり、キエフでは大規模なコンサートも開催された。「TV Triumph2009」や、マイケル・ジャクソンを記念した「One Night Only」、アーラ・プガチョワのクリスマス祝賀をはじめ、テレビ番組にも数多く出演した他、COSMOPOLITAN誌の「今年の新顔」やElleの「今年の歌手」に選出された。
ポップ・スターとして忙しくツアーのスケジュールをこなす傍ら、クラシック音楽分野での活動も続ける。2009年にはオペラ「スペインの時計」の主演を務め、2010年にはジェームズ・ボンドをモチーフとしたオペラ作品にも出演した。
2011年、ユーロビジョン・ソング・コンテスト2011のウクライナ代表を選ぶ国内選考に出場し、決勝まで進出した。この時のウクライナ代表選考には不正疑惑が生じ、同年3月にやり直しとなった。ジャマラは再び決勝進出を決めたものの、なお選考に不正があるとして決勝への出場を辞退した。
2014年クリミア危機の際、彼女の家族や知人がロシアによって「アメリカ合衆国の走狗」、「ファシスト」といったレッテルを貼られ抑圧を受けたと話している。クリミア危機以降、ジャマラは故郷であるクリミア半島には帰れていない。

### 2016年: ユーロビジョン・ソング・コンテスト
2016年、ユーロビジョン・ソング・コンテスト2016のウクライナ代表選考に出場し、ウクライナ代表に選出された。代表曲「1944」は、1944年ソビエト社会主義共和国連邦によって行われたクリミア・タタール人追放、特にこの時に貨車でクリミアからキルギスに強制移住させられ、道中で娘を失った彼女の曾祖母について歌っている。
クリミア・タタール人の指導者らは、ロシアの実効統治下となったクリミアから視聴者がウクライナ代表選考に投票できるよう要求し、クリミア・タタール人政治家のレファト・チュバロフは「もしクリミアの人々がウクライナ代表選考に投票できないのであれば、即ちクリミアはウクライナではないという主張に黙って同意したも同然だ」と訴えた。大会で審査員の一人であったルスラナは「投票しなければ愚か者だ」と話した。
5月14日、ユーロビジョン・ソング・コンテスト2016の決勝に出場、優勝を果たした。

### 2017年以降
2017年4月に結婚し、2018年3月に最初の男子を出産した。
2022年のロシアによるウクライナ侵攻では子供たちと共にウクライナを脱出し、ルーマニアを通じてトルコに亡命した。
2022年秋にポーランド版のダンシング・ウィズ・ザ・スターズ「Taniec z Gwiazdami」に参加した。